# رالی آرژانتین
رالی آرژانتین (اسپانیایی: Rally de Argentina) یک رقابت رالی آرژانتینی است که در تقویم مسابقات رالی قهرمانی جهان ، چالش رالی بین قاره‌ای ، قهرمانی رالی آمریکای جنوبی و قهرمانی رالی آرژانتین بوده است. این رویداد معمولاً در منطقه اطراف ویلا کارلوس پاز در استان کوردوبا ، در جاده‌های باریک شنی که بیشتر به خاطر آب پاشیدن شهرت دارند، برگزار می‌شود.